# Đinh hương (gia vị)
Bài này viết về đinh hương thuộc họ Myrtaceae (đào kim nương). Các nghĩa khác, xem Đinh hương (định hướng).
Đinh hương (danh pháp khoa học: Syzygium aromaticum) là một loài thực vật trong họ Đào kim nương (Myrtaceae) có các chồi hoa khi phơi khô có mùi thơm, có nguồn gốc từ khu vực quần đảo Maluku, miền đông Indonesia nhưng đã du nhập vào Borneo, quần đảo Caroline, Comoros, các đảo trong vịnh Guinea, Madagascar, quần đảo Nicobar, Seychelles, Tanzania, Trinidad và Tobago. Loài này hiện nay được gieo trồng ở nhiều nơi trên khắp vùng nhiệt đới; bao gồm Indonesia (quần đảo Maluku, còn gọi là "quần đảo Gia Vị"), Zanzibar, Madagascar, Sri Lanka và một phần của vùng Caribe. Gần đây, việc sản xuất đinh hương cũng đã bắt đầu ở bang Bahia của Brasil.
Nó được sử dụng như một loại gia vị, hương liệu trong hầu hết nền văn hóa ẩm thực cũng như trong một số sản phẩm tiêu dùng khác như thuốc đánh răng, xà phòng hay mỹ phẩm. Đinh hương có quanh năm do các mùa thu hoạch khác nhau ở các quốc gia khác nhau.

## Từ nguyên

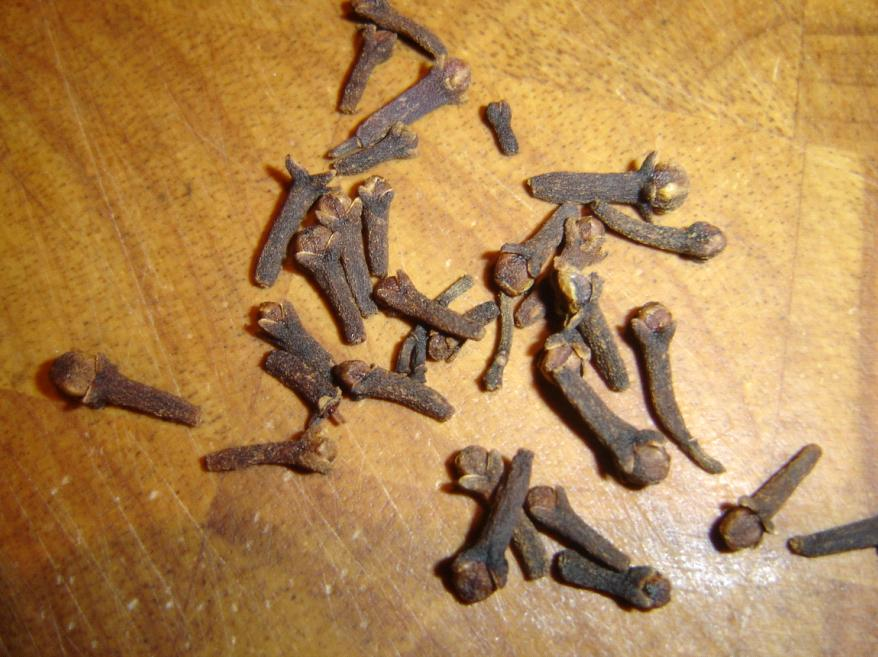
Đinh hương khô

Tên gọi "đinh hương" có lẽ là do hình dáng của chồi hoa giống với chữ Đinh (丁) trong chữ Hán. Trong các ngôn ngữ phương Tây, như tiếng Anh clove, lần đầu tiên được sử dụng vào thế kỷ 15, bắt nguồn từ tiếng Anh trung đại clow of gilofer, tiếng Anglo-Norman clowes de gilofre và tiếng Pháp cổ clou de girofle, từ tiếng Latinh clavus nghĩa là "đinh". Từ tiếng Anh có liên quan gillyflower, ban đầu có nghĩa là "clove", bắt nguồn từ tiếng Pháp cổ girofle và tiếng Latinh caryophyllum, từ tiếng Hy Lạp καρυόφυλλον (karuóphullon) "đinh hương", nghĩa đen là "chồi hoa khô của cây đinh hương".

## Mô tả

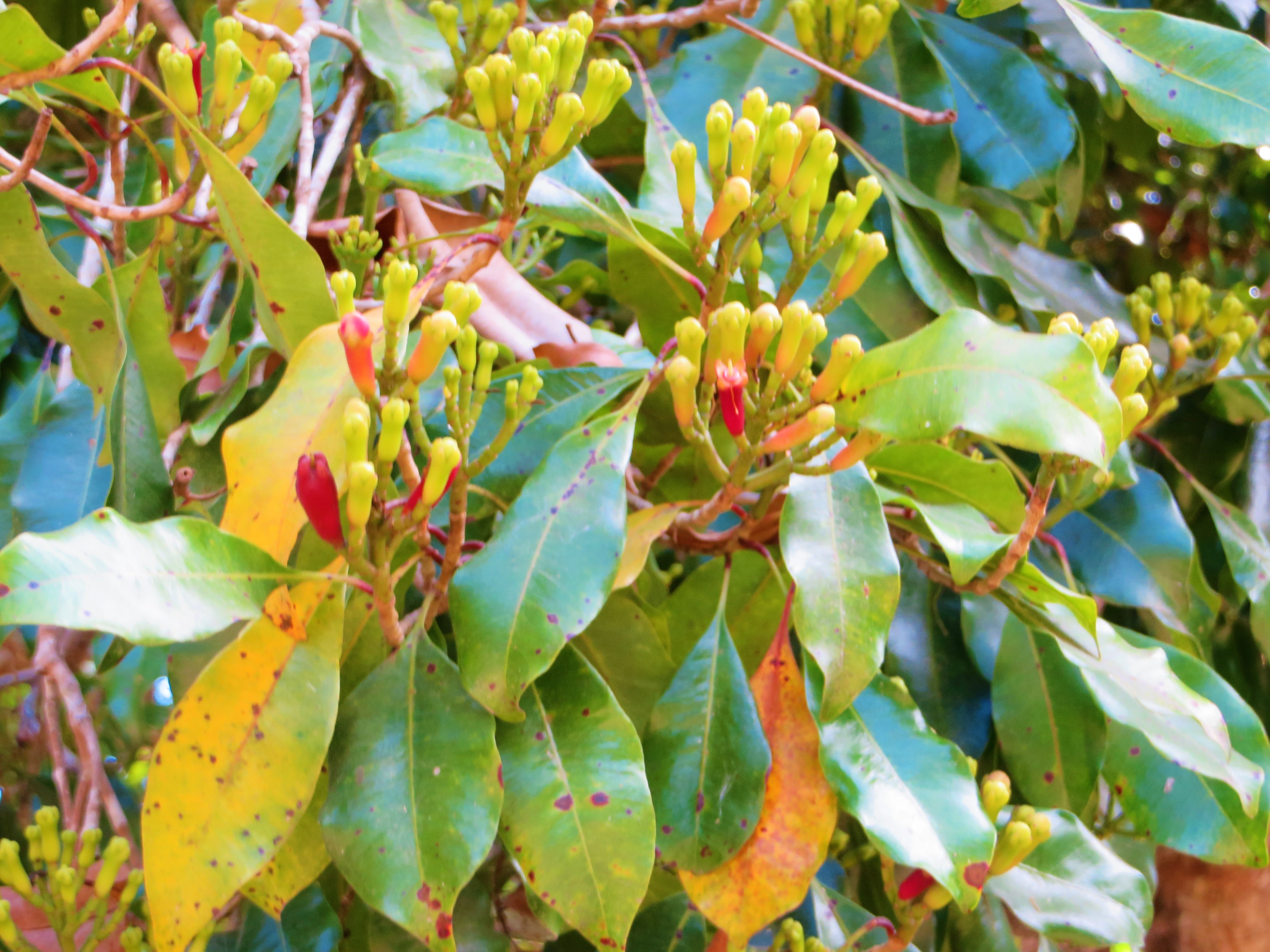
Các chồi hoa đinh hương.

Cây gỗ thường xanh dạng bụi, với tán cỡ trung bình, cao 8-20 mét. Một số bộ phận của cây có mùi thơm, bao gồm cả lá và vỏ cây, nhưng phần có giá trị nhất là các chồi hoa thơm, thường được thu hoạch bằng tay. Lá đơn, màu xanh lục sáng và bóng. Mặt dưới được bao phủ bởi các tuyến dầu thơm. Lá hình elip với cuống lá dài tới 13 cm mọc thành các cặp đối dọc theo nhiều cành ngắn. Hoa mọc thành các cụm nhỏ. Các chồi hoa ban đầu màu nhạt với bề ngoài bóng, mọng, sau chuyển sang màu xanh lục rồi đỏ tươi khi thuần thục. Chúng bao gồm một bầu nhụy dài và hẹp, dài khoảng 1,5-2,0 cm, với 4 lá đài nhỏ hình tam giác nhô ra ngoài ở một đầu. Các lá đài bao quanh một quả cầu nhỏ gồm 4 cánh hoa gối lên nhau để bảo vệ các bộ phận hoa đang phát triển ở bên trong. Ở dạng này, đinh hương được thu hoạch và sấy khô để sử dụng làm gia vị. Nếu hoa được để phát triển thuần thục thì các cánh hoa sẽ rụng dưới áp lực của nhiều nhị hoa màu trắng vàng, sau đó các nhị hoa được lộ ra. Các nhị hoa sặc sỡ này bao quanh một đầu nhụy hẹp. Thời gian ra hoa khác nhau ở các vùng trên thế giới và việc thu hoạch hoa thương mại chỉ bắt đầu khi cây được ít nhất là 4 năm tuổi. Quả chín khoảng 9 tháng sau khi ra hoa. Bầu nhụy dài màu đỏ của hoa chuyển dần sang màu tía ánh đỏ và phình to bằng quả ô liu, nhưng có hình dạng thuôn dài hơn với các đài hoa che phủ nơi từng là hoa. Quả chứa 1 hoặc hiếm khi là 2 hạt và thường được gọi là 'mẹ của đinh hương'. Các cây đinh hương được gieo trồng hiếm khi đạt đến giai đoạn tạo quả.

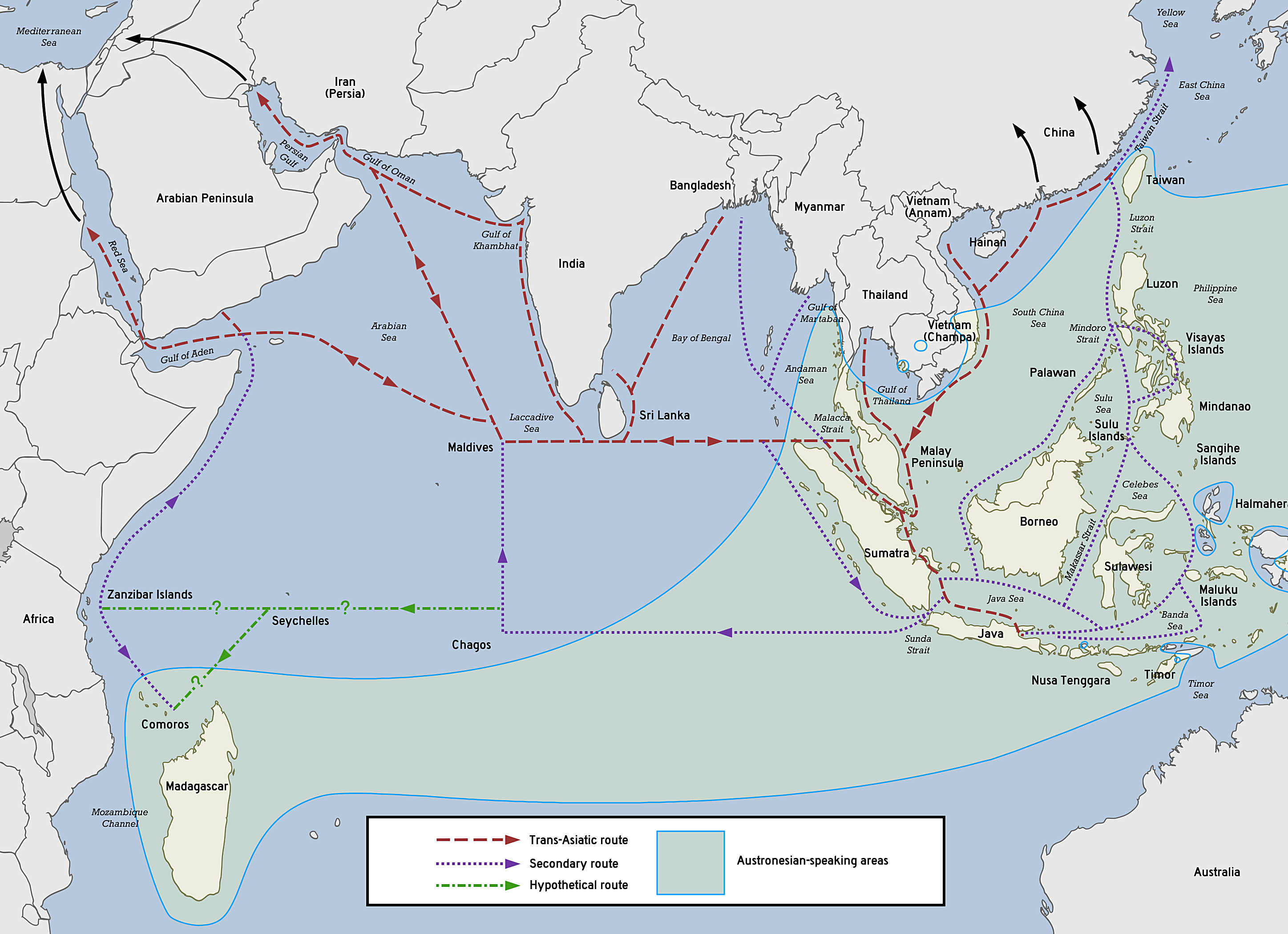
Mạng lưới thương mại hải đảo của Nam Đảo tiền sử và lịch sử trên Ấn Độ Dương

Cho đến kỷ nguyên thuộc địa, đinh hương chỉ mọc trên một số đảo ở Moluccas (trong lịch sử được gọi là Quần đảo Gia vị), bao gồm Bacan, Makian, Moti, Ternate và Tidore. Một cây đinh hương có tên gọi là Afo mà các chuyên gia cho là lâu đời nhất trên thế giới trên đảo Ternate có thể đã 350–400 năm tuổi.
Đinh hương lần đầu tiên được người Nam Đảo buôn bán trong Mạng lưới thương mại hàng hải Nam Đảo (bắt đầu vào khoảng năm 1500 TCN, sau này trở thành Con đường tơ lụa trên biển và là một phần của Thương mại gia vị). Ví dụ đáng chú ý đầu tiên về canh tác đinh hương hiện đại được phát triển ở vùng bờ biển phía đông Madagascar, và được gieo trồng theo 3 cách riêng biệt, độc canh, đất công viên nông nghiệp và hệ thống nông lâm kết hợp.
Nhà khảo cổ học Giorgio Buccellati đã tìm thấy đinh hương ở Terqa, Syria trong một ngôi nhà bị thiêu rụi có niên đại năm 1720 TCN. Đây là bằng chứng đầu tiên về việc đinh hương được sử dụng ở phương Tây trước thời La Mã. Phát hiện lần đầu tiên được báo cáo vào năm 1978. Chúng đã tới Rome vào thế kỷ 1.
Một phát hiện khảo cổ học khác về đinh hương được thể hiện bằng hai mẫu vật được tìm thấy tại một thương cảng ở Sri Lanka, có niên đại khoảng năm 900–1100. Từ các ghi chép của Trung Quốc thời Tống (từ năm 960 đến năm 1279), đinh hương chủ yếu được xuất khẩu từ Moluccas bằng tàu có nguồn gốc từ các chính thể Nam Đảo như Java, Srivijaya, Chăm Pa và Butuan.
Đinh hương cũng có mặt trong các ghi chép ở Trung Quốc, Sri Lanka, Nam Ấn Độ, Ba Tư và Oman vào khoảng thế kỷ 3 đến thế kỷ 2 TCN. Các đề cập này đến "đinh hương" được báo cáo ở Trung Quốc, Nam Á và Trung Đông xuất hiện trước khi thiết lập thương mại hàng hải Đông Nam Á. Nhưng tất cả các đề cập này đều là xác định sai đối với các loại cây khác (như nụ quế, quế đơn hoặc nhục đậu khấu); hoặc hàng nhập khẩu từ Đông Nam Á hải đảo được xác định nhầm là được sản xuất bản địa ở những khu vực này 
Trong thời kỳ thuộc địa, đinh hương được buôn bán như dầu, với giới hạn xuất khẩu bắt buộc. Khi Công ty Đông Ấn Hà Lan củng cố quyền kiểm soát buôn bán gia vị trong thế kỷ 17, họ đã tìm cách đạt được sự độc quyền đinh hương giống như họ đã có đối với nhục đậu khấu. Tuy nhiên, "không giống như hạt và áo hạt nhục đậu khấu chỉ giới hạn trên quần đảo Banda nhỏ bé, đinh hương mọc khắp nơi ở Moluccas, và việc buôn bán đinh hương nằm ngoài quyền kiểm soát hạn chế của Cong ty này  Khách du lịch được biết rằng cây con từ chính cây này đã bị một người Pháp tên là Pierre Poivre đánh cắp vào năm 1770, được chuyển đến Isle de France (Mauritius), rồi sau đó là Zanzibar, một thời từng là nhà sản xuất đinh hương lớn nhất thế giới.
Các quốc gia hàng đầu hiện nay về sản xuất đinh hương là Indonesia, Madagascar, Tanzania, Sri Lanka và Comoros. Indonesia là nhà sản xuất đinh hương lớn nhất, nhưng chỉ xuất khẩu một phần nhỏ số lượng đinh hương mà họ sản xuất, chiếm khoảng 10-15% sản lượng đinh hương của nước này. Họ thường cũng phải nhập đinh hương từ Madagascar để đáp ứng nhu cầu của chính mình.

## Thành phần hóa học

Hợp chất eugenol chịu trách nhiệm cho phần lớn mùi thơm đặc trưng của đinh hương.

Eugenol chiếm khoảng 72–90% tinh dầu được chiết xuất từ đinh hương và nó là hợp chất chịu trách nhiệm chính cho mùi thơm của đinh hương. Sự chiết xuất hoàn toàn diễn ra sau 80 phút trong nước áp suất ở 125 °C (257 °F). Các phương pháp chiết xuất có hỗ trợ của siêu âm và vi sóng mang lại tốc độ chiết xuất nhanh hơn với chi phí năng lượng thấp hơn.
Các hóa chất thực vật khác của tinh dầu đinh hương bao gồm acetyl eugenol, beta-caryophyllen, vanillin, acid crategolic, các tannin như bicornin, acid gallotannic, metyl salicylate, các flavonoid eugenin, kaempferol, rhamnetin và eugenitin, các triterpenoid như acid oleanolic, stigmasterol và campesterol và một số sesquiterpene. Mặc dù eugenol chưa được phân loại về khả năng độc tính của nó, nó đã được chứng minh là có độc đối với sinh vật kiểm tra ở nồng độ 50, 75 và 100 mg mỗi lít.

## Sử dụng

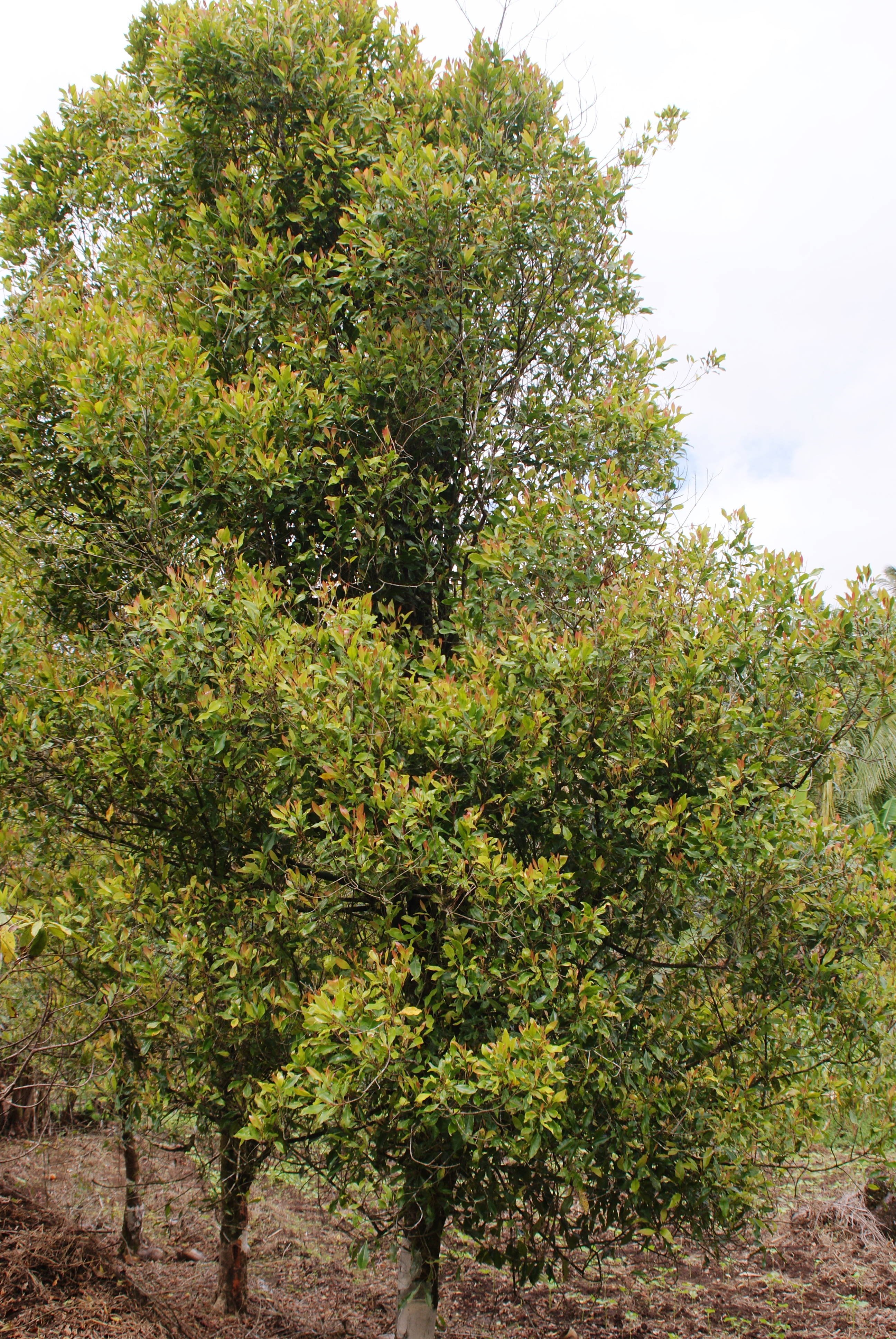
Cây Đinh hương ở Bắc Sulawesi, Indonesia

Đinh hương có thể dùng trong nấu ăn hoặc là ở dạng nguyên vẹn hay ở dạng nghiền thành bột, nhưng do nó tạo mùi rất mạnh cho nên chỉ cần dùng rất ít. Gia vị làm từ đinh hương được dùng khắp cả ở châu Âu và châu Á cũng như được thêm vào trong một số loại thuốc lá (gọi là kretek) ở Indonesia và thỉnh thoảng ở các quán cà phê tại phương Tây. Nó đôi khi còn được trộn lẫn với cần sa. Đinh hương còn là một nguyên liệu quan trọng trong sản xuất các loại hương dùng ở Trung Quốc hay Nhật Bản. Tinh dầu đinh hương được sử dụng trong điều trị bằng xoa bóp dầu thơm. Dầu đinh hương được sử dụng rộng rãi trong điều trị đau răng.
Trong y học cổ truyền người ta còn dùng nụ hoa đinh hương phơi khô như một vị thuốc với tác dụng làm ấm tỳ, vị, thận và bổ dương. Các vị thuốc khác được phối hợp tùy theo chứng bệnh, bao gồm bán hạ, sinh khương, sa nhân, bạch truật, nhân sâm, đẳng sâm, phụ tử, nhục quế, ba kích thiên, dâm dương hoắc.